# Ałan Gatagow
Ałan Maratowicz Gatagow (ros. Алан Маратович Гатагов; ur. 21 stycznia 1991 we Władykaukazie) – rosyjski piłkarz pochodzenia osetyjskiego, grający na pozycji pomocnika.

## Kariera klubowa
| Sezon   | Klub                 | Kraj       | Rozgrywki       | Mecze | Bramki |
| ------- | -------------------- | ---------- | --------------- | ----- | ------ |
| 2009    | Lokomotiw Moskwa     | Rosja      | Premier Liga    | 22    | 1      |
| 2010    | Lokomotiw Moskwa     | Rosja      | Premier Liga    | 21    | 1      |
| 2011/12 | Lokomotiw Moskwa     | Rosja      | Premier Liga    | 8     | 2      |
| 2011/12 | Tom Tomsk            | Rosja      | Premier Liga    | 5     | 1      |
| 2012/13 | Dinamo Moskwa        | Rosja      | Premier Liga    | 3     | 1      |
| 2013/14 | Dinamo Moskwa        | Rosja      | Premier Liga    | 1     | 0      |
| 2013/14 | Anży Machaczkała     | Rosja      | Premier Liga    | 7     | 1      |
| 2015    | Irtysz Pawłodar      | Kazachstan | Priemjer Ligasy | 17    | 1      |
| 2015    | FK Taraz             | Kazachstan | Priemjer Ligasy | 6     | 0      |
| 2016    | Tallinna FCI Levadia | Estonia    | Meistriliiga    | 21    | 2      |